# Lewisepeira
Genre
Lewisepeira est un genre d'araignées aranéomorphes de la famille des Araneidae.

## Distribution
Les espèces de ce genre se rencontrent au Mexique, en Amérique centrale et aux Antilles.

## Liste des espèces
Selon World Spider Catalog (version 17.0, 18/03/2016) :
- Lewisepeira boquete Levi, 1993
- Lewisepeira chichinautzin Levi, 1993
- Lewisepeira farri (Archer, 1958)
- Lewisepeira maricao Levi, 1993

## Étymologie
Ce genre est nommé en l'honneur de C. Bernard Lewis.

## Publication originale
- Levi, 1993 : The new orb-weaver genus Lewisepeira (Araneae: Araneidae). Psyche, vol. 100, no 3/4, p. 127-136 (texte intégral).